# Rathaus Harzgerode

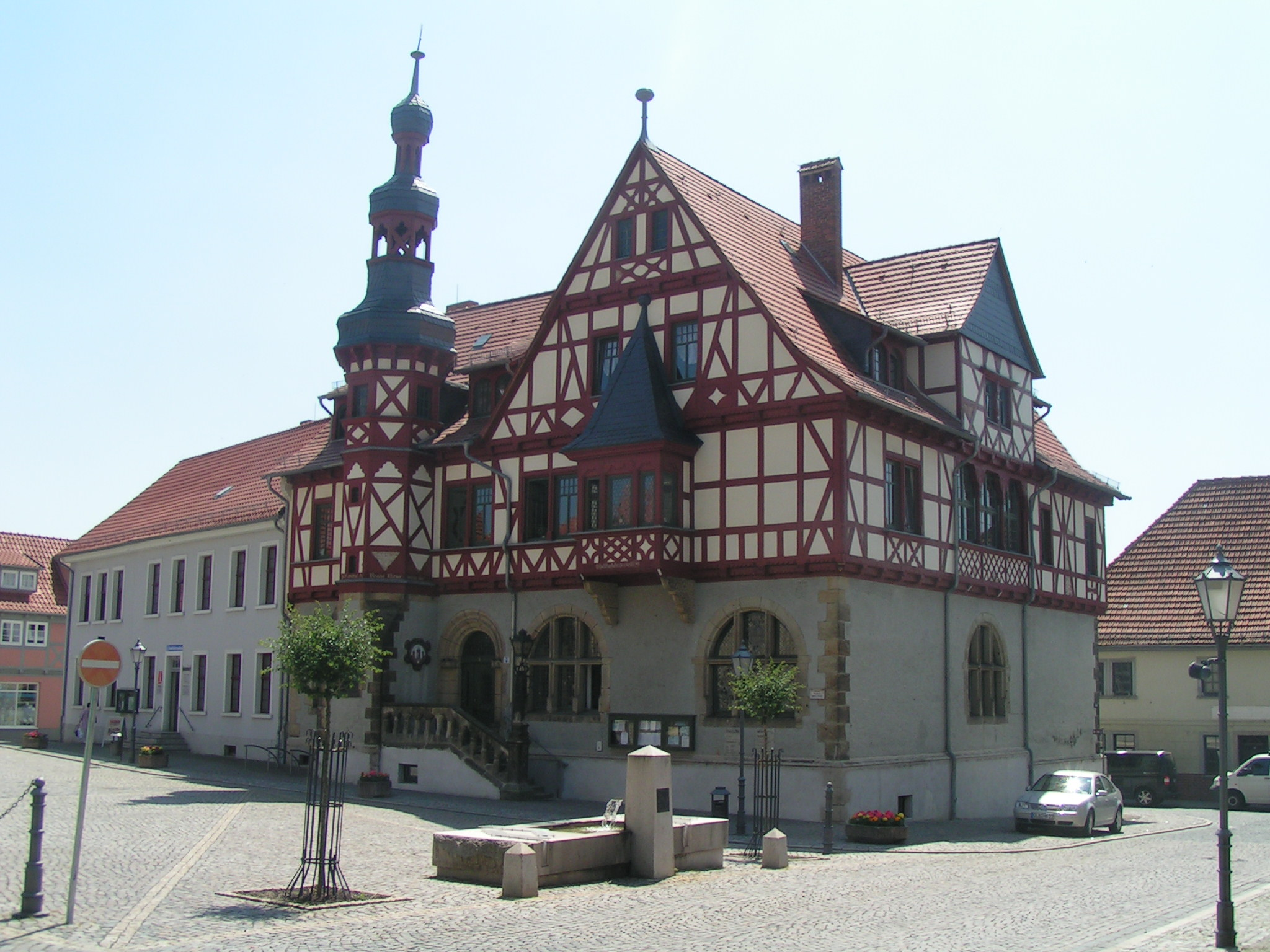
Rathaus Harzgerode, 2008

Das Rathaus Harzgerode ist das denkmalgeschützte Rathaus der Stadt Harzgerode in Sachsen-Anhalt im Harz.

## Lage
Es befindet sich an der Adresse Marktplatz 1 auf der Südseite des Marktplatzes im Zentrum der Stadt.

## Architektur und Geschichte
Das Rathaus wurde in den Jahren 1900 und 1901 an der Stelle eines 1639 gebauten Vorgängerbaus errichtet. Vom Vorgängerbau sind die Kellergewölbe sowie zwei Inschriftentafeln erhalten. Im Foyer befindet sich eine Holztafel aus dem Jahr 1639, auf der die Namen der damals den Bauauftrag vergebenden Ratsmitglieder verzeichnet sind. Ein Relief von 1726 zeigt das Stadtwappen. Vor dem Altbau von 1639 bestand an gleicher Stelle bereits ein weiteres Vorgängergebäude.
Das große repräsentative Gebäude besteht aus zwei Flügeln und ist in freier Anlehnung an das alte Rathaus reich verziert. Die Obergeschosse sind in Fachwerkbauweise erstellt und zum Teil mit mittelalterlichen Elementen wie Fußbändern und Vorhangbögen verziert. Andere Zierelemente, so die Schiffskehlen, Taustab und der Rathausturm, zieren Formen der Renaissance oder, wie die Rautenmuster, des Barock. Der Turm verfügt über einen polygonalen Grundriss und eine dreifach gestufte Haube. Nach Norden besteht am Gebäude ein Erker mit neogotischen Vorhangbogenfenstern.
Das in massiver Bauweise errichtete Erdgeschoss verfügt über eine Eingangstreppe mit Sitznischenportal sowie als Rundbögen gestaltete Fenster.
Am 14. April 1945 wurde in einer Beratung im Rathaus beschlossen, angesichts heranrückender US-Truppen Harzgerode zur Offenen Stadt zu erklären. Eine am 15. April 1945 auf dem Rathaus gehisste Weiße Fahne musste jedoch wegen einer überraschend eingerückten deutschen Kampfeinheit wieder eingeholt werden. Beim kurz danach einsetzenden Artilleriebeschuss durch die US-Truppen schlug eine Granate neben dem Rathaus ein. Dabei wurde der im Gebäude befindliche Rektor der Mittelschule Franz Pfeil getötet.
Im Inneren des Hauses ist zum Teil die bauzeitliche Ausstattung erhalten, so sind Türen und die Treppe noch im Original vorhanden.
Im örtlichen Denkmalverzeichnis ist das Gebäude unter der Erfassungsnummer 094 84551 als Rathaus verzeichnet.